# Pachnobia conditoides
Pachnobia conditoides är en fjärilsart som beskrevs av Benjamin 1933. Pachnobia conditoides ingår i släktet Pachnobia och familjen nattflyn. Inga underarter finns listade i Catalogue of Life.